# Vinh
Vinh é uma cidade no Vietname, capital da província de Nghe An e o principal aglomerado urbano da localidade. Em 5 de setembro de 2008 a cidade foi elevada de grau II para grau I. É uma importante cidade da região central do país.
A população de Vinh foi estimada em 2009 em 435 208 habitantes. O setor de serviços compreende a maior parte da economia de Vinh, com cerca de 55% da população economicamente ativa trabalhando nesta área. Após o setor de serviços, o destaque fica com o setor industrial (em torno de 30%) e a agricultura, silvicultura e pesca, que compõem em torno de 15% da economia. Vinh é um importante centro de transportes e possui uma localização importantíssima na rota entre as partes norte e sul do país.